# NGC 2626
NGC 2626 là một tinh vân phản xạ trong chòm sao Thuyền Phàm.